# Taulell de cuina

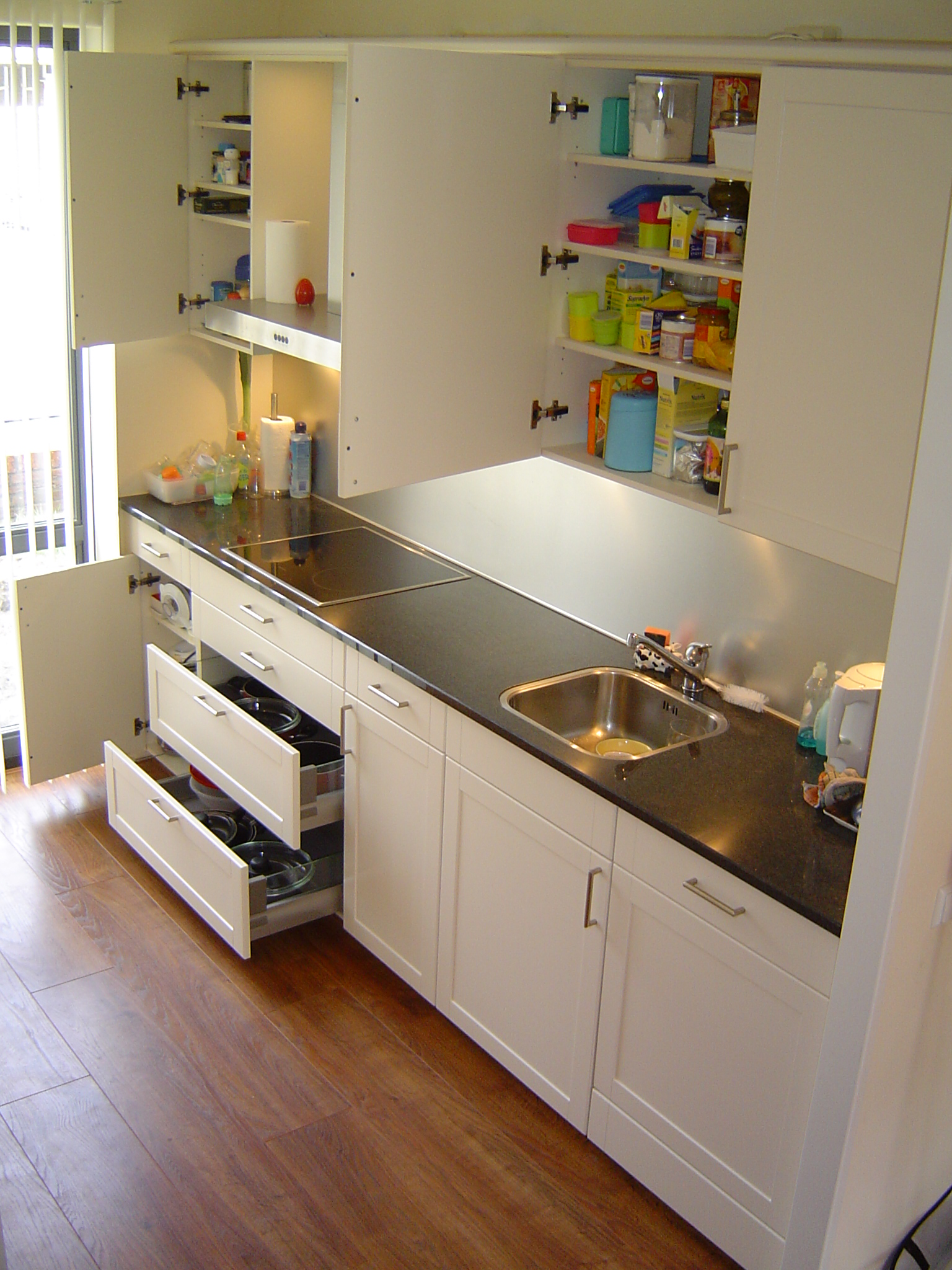
Cuina amb taulell de cuina

Un taulell de cuina, també marbre o banc de cuina, és un tauler llis (dit també post o marbre) que es col·loca sobre els mobles de les cuines i de vegades als lavabos.
Els taulells solen ser suports rígids que han suportar les altes temperatures que adquireixen els estris de cuina després de la cocció dels aliments. També han de suportar eventuals cops, ratllades i talls i, finalment, resistir l'elevat pes d'una olla, cassola o altres recipients. A més a més, han de ser duradors, resistents a l'aigua i al greix i fàcils de netejar. El taulell actua a la cuina com a taula de treball on es preparen els aliments i es preparen els plats i coberts abans de portar-los a la taula. Al lavabo, serveix per donar suport als objectes necessaris per a la neteja com el sabó de mans i altres articles de tocador.

## Materials
Entre els materials més habituals de les plaques es troben:
- Granit. Són els més clàssics. N'hi ha de diversos colors i es poden encarregar a la mida dels mobles de la cuina. A més de realçar la bellesa de la pedra són molt resistents tant als cops com a la calor i als elements químics. Molt recomanats per instal·lar sobretot a la zona on tenim previst treballar a la cuina.
- Altres pedres naturals com el marbre, pissarra, lava natural, basalt. Com en el cas anterior, destaquen per la seva alta resistència, no es ratllen i suporten altes temperatures. Es comercialitzen amb diversos acabats.
- Pedra compacta. És un material sintètic format per pols de pedra (marbre, quars, sílice, etc.) I resines. Són menys resistents que els anteriors però tenen un preu inferior i presenten gran varietat de formats, per la qual cosa tenen molta acceptació.

- Laminat. Els taulells laminats estan fets de material sintètic recobert de plàstic amb una superfície suau, que sol ser molt fàcil de netejar. Existeixen amb una gran varietat de colors i el seu manteniment és senzill. Un inconvenient és que no són massa resistents a les esquerdes i poden sorgir problemes a l'hora de reparar-los.

- Fusta massissa. És molt apreciada, sobretot, la de faig. Els taulells de fusta formen cuines de gran bellesa, contundència visual i versatilitat decorativa, caben en una cuina rústica o en una d'ultramoderna. Un altre avantatge és la gran versatilitat a l'hora de triar el to, depenent de l'ambient que se li vulgui donar a la cuina. Cirerer, noguera, wengué, roure, auró… hi ha milers de tipus de fustes que es poden utilitzar per als taulells d'aquest material. Malgrat tots els avantatges, cal anomenar algun inconvenient, com la seva porositat, el seu perill de ratllades i la poca resistència a productes corrosius.[3]

- Acer. És el tipus de taulell més higiènic, per això s'utilitzen molt en el sector de l'hostaleria. El principal inconvenient és que qualsevol esquitx deixa empremta. Molt indicat per a cuiners o apassionats de l'aspecte industrial. Es distingeix a més per la seva resistència a la calor i per la seva compatibilitat amb els aliments, no es destenyeix i és resistent als àcids.[4]

- Taulells Silestone : El silestone és una barreja de quars natural i vidre en un 94% lligat amb resina de polièster en un 5% i un 1% de pigments i altres additius, el que el fa un material molt resistent a les ratllades i a l'acció d'àcids, a més de baix coeficient d'absorció de líquids. Aquest material és molt sòlid, resistent a les taques i està disponible en una gran varietat de colors que el fan molt fàcil de combinar.

- Bancs de corian : El corian és una barreja exclusiva de minerals naturals (tres quartes parts) i d'acrílics (una quarta part) que dona com a resultat un material sòlid i homogeni, dur com la pedra però que pot treballar com la fusta. Està disponible en més de cent colors tots molt resistents al pas del temps i a les extenses exposicions a llum.

- Bancs de marbre Compac : És una base de marbre i quars; gràcies a la tecnologia Engineered Stone es pot modificar el color, mida, textura i forma del quars natural per obtenir superfícies de quars de bellesa excepcional resistència i comoditat. Ofereix una gran resistència a l'impacte, és un material molt lleuger i gairebé lliure de porus, per la qual cosa facilita enormement la neteja. Recomanat per a espais que siguin de molt trànsit.

- Bancs de fòrmica: Es tracta de bancs a base de múltiples làmines de diferents materials fins a obtenir un compacte llis, es poden imitar des de les fustes més nobles fins als aluminis més brillants, passant per marbres, pedres o pissarres.

Els cants de les plaques poden ser quadrats, és a dir amb els seus extrems en angle recte o arrodonits. També poden adoptar formes bisellades, en xamfrà o en forma de bec flauta arrodonit.
Taula comparativa de materials
A continuació es mostra una taula comparativa de característiques comparant els materials més comuns en taulells: granit, compac, silestone.
| Nom       | Preu                      | Natura                | Duresa                | Porositat                      | Color                                   | Resistència a la calor                   | Taques                                     | Estètica            |
| --------- | ------------------------- | --------------------- | --------------------- | ------------------------------ | --------------------------------------- | ---------------------------------------- | ------------------------------------------ | ------------------- |
| Granit    | Mitjà (depèn de la gamma) | Natural               | Alta                  | Baixa/Mitjana (Nacional/intl.) | Natural (vetes - no sòlid)              | Pot esquerdar-se                         | Absorbeix i resta tal qual segons la gamma | Clàssica            |
| Compac    | Medi                      | Sintètica quars # 90% | Alta, depèn del model | Gairebé nul                    | Sòlids, gamma variada. Vegeu el catàleg | No directe del foc. No s'esquerda        | No llum solar/raigs UVA/o altes º/Àcids    | Moderna/sofisticada |
| Silestone | Medi alt                  | Sintètica quars 94%   | Alta, depèn model     | Gairebé nul                    | Sòlids, gamma variada. Vegeu el catàleg | No directe del foc. No s'esquerda. 150 º | No llum solar/raigs UVA/altes º/           | Moderna/sofisticada |